# Хюсеин Фикри паша
Хюсеин Фикри паша (на турски: Hüseyin Fikri Paşa) е османски офицер и чиновник.

## Биография
От декември 1879 до август 1880 година е валия на Косовския вилает в Скопие. От ноември 1880 до април 1884 година е валия на Дерсим. От март 1884 до август 1885 година е валия на Битлис. От май 1886 до април 1888 година е валия на Хаккяри.
Умира в 1888 година.